# Aegialites debilis
Aegialites debilis is een keversoort uit de familie platsnuitkevers (Salpingidae). De wetenschappelijke naam van de soort werd in 1853 gepubliceerd door Carl Gustaf Mannerheim.